# فرسان بلا معركة (كتاب)
كتاب فرسان بلا معركة هو نقد مباشر للحكام علي مستوي العالم في مطلع الستينيات، من تأليف الصادق النيهوم.

## فقرات من الكتاب
" فالعناية بالطفل واجب مشترك بين الرجل والمرأة معا.لا أحد يجوز أن ينال في مقابلة أجرا.لا أحد يجوز ان يتخذه حرفة لكسب العيش، وإذا المرأة لا تنوي أن تفهم هذة الحقيقة البسيطة فانها أيضا لا تملك ثمة سببا يدعوها إلى ابداء الضيق من الإقامة في البيت."
" المرأة في بلادنا لم تشارك في هندسة مجتمعنا. لم تشارك في تقييم أخلاقياتة. لم توافق على مزاعمنا القائلة بأن شرف البنت مثل عود الكبريت وشرف الرجل مثل ولاعة الرونسون.لا تعتقد أن ثمة فرق بين هفوة الرجل وهفوة المرأة.لا تؤمن بأن أخاها يستحق أن يمتاز عنها بمقدار عقلة أصبع لمجرد أنة يملك بعض الشعر في لحيتة.لا تريد مجتمعا يوزع امتيازاتة بين أفرادة طبقا لطول الشنب."